# اندیس قلاقیران
قلاقیران یک اندیس مصالح ساختمانی است که در حوالی شهر ایلام استان ایلام قرار دارد و مادهٔ معدنی موجود در آن، سنگ آهک است.سنگ میزبان این اندیس آهک مارنی-شیل است و دیرینگی آن به دوران سازنده پابده می‌رسد. 